# Moneypoint Power Station
Moneypoint Power Station is een elektriciteitscentrale gelegen tussen Kilrush en Killimer in County Clare, Ierland. Het is de op een na grootste centrale en de enige kolengestookte centrale van Ierland met een output van 915 MW. Om logistieke redenen ligt de centrale aan de Shannon en heeft daar aan diep water haar eigen kolenoverslagterminal. De bouw van de centrale kostte 700 miljoen Ierse ponden (ongeveer 1 miljard euro) en is daarmee een van de duurste projecten in de Ierse historie.
De centrale levert ongeveer 25% van de Ierse elektriciteitsbehoefte maar is als kolengestookte centrale ook de grootste leverancier van broeikasgassen in Ierland. Er loopt dan ook een kostbaar environmental retrofit project om deze uitstoot met zo'n 90% terug te brengen maar meer is nog nodig.
De schoorstenen van Moneypoint zijn met hun 218 meter de hoogste vrijstaande constructies in Ierland
De centrale bij Moneypoint werd gebouwd in de periode 1979 tot 1987. Voor de ingebruikname van de centrale was Ierland sterk afhankelijk van geïmporteerde olie voor het opwekken van energie. In de jaren zeventig was er een sterke stijging van de olieprijzen, wat er toe leidde dat de regering en de ESB kozen voor een andere brandstof. Dit werd steenkool, aangezien men van mening was dat daar op korte termijn geen gebrek aan zou komen en dat het een behoorlijk stabiele prijs zou hebben.